# مقدم (صوفية)
مُقَدَّمٌ وجمعها الْمَقَادِيمُ هو سالك صوفي ما بين درجة المريد ومرتبة الشيخ في الطرق الصوفية والزوايا، والمُقَدَّمُ رتبة من رتب الصّوفيَّة.

## التكوين
يُعتبر الْمُقَدَّمُ في تكوينه إماما متخصصا يجمع بين علوم شرعية عديدة، أهمها:
1. علم الفقه: الذي يسمح للمُقَدَّمِ بحراسة أحوال ومقام ركن الإسلام أثناء سلوكه الشخصي في العبادات وطوال إرشاده للمريدين في فقه العبادات لدرء مفسدة ادعاء إسقاط التكليف عند صرعى الزندقة ممن ينتحلون سوالب التكليف والخلط بين العزيمة والرخصة دون وجود رخصة شرعية موثوقة.
2. علم العقيدة: الذي يسمح للمُقَدَّمِ بحراسة الإيمان في الدين الإسلامي من الدخن والدخل والدجل المحيط بأركان الإيمان من طرف المنتحلين والمتأولين والمحرفين من المشبهة مع الجهمية عند التطرق لمبحث صفات الله العليا.
3. علم التصوف: الذي يسمح للمُقَدَّمِ بحراسة ركن الإحسان في الإسلام خلال ظهور الأنوار والأسرار والتجليات المحيطة بالأذكار والقراءات والتلاوات والعبادات والمعاملات.
4. علم الأخلاق: الذي يسمح للمُقَدَّمِ بحراسة التقوى في الإسلام مع الأدب الإسلامي.